# Högalteknall
Högalteknall är den högsta punkten på Hallandsås med sina 226 meter över havet. Den är även högsta punkten i landskapet Halland (men inte i Hallands län, vars högsta punkt är Ölmesberg som är beläget i dess småländska del i Hylte kommun). 

### Fotnoter
1. ↑  Halland: Högalteknall - 226 m  - Sverigestak.org Läst: 17 mars 2009